# Mant'ash
Mant'ash är ett vattendrag i Armenien. Det ligger i den nordvästra delen av landet, 90 kilometer nordväst om huvudstaden Jerevan.
Trakten runt Mant'ash består i huvudsak av gräsmarker. Runt Mant'ash är det ganska tätbefolkat, med 129 invånare per kvadratkilometer.